# Giovanni Battista Fioretti
Giovanni Battista Fioretti (Montepulciano, 4 ottobre 1905 – Cefalonia, 24 settembre 1943) è stato un ufficiale italiano; fu capo di stato maggiore della 33ª Divisione fanteria "Acqui" durante i tragici fatti di Cefalonia del settembre del 1943.
(Alfio Caruso, da Italiani dovete morire, Longanesi Editore)

## Biografia
Nacque a Montepulciano il 4 ottobre 1905, figlio di Paolo e di Giustina Trabalzini. Visse tra Umbria e Toscana e in particolare a Pozzuolo Umbro di Castiglione del Lago.
Col grado di Sottotenente di complemento d'artiglieria conseguito alla Scuola Allievi Ufficiali di Pola nel 1924, entrò nell'Accademia militare di Torino, uscendone con il grado di Tenente nel 1928. Per quasi quattro anni prestò servizio nel 29º Reggimento artiglieria da campagna, e poi chiese ed ottenne nel 1932, di essere inviato in Africa Orientale, assegnato al Regio corpo truppe coloniali della Somalia. Scoppiata la Guerra d'Etiopia nell'ottobre 1935, prese parte alle operazioni per la conquista dell'Ogaden, meritando una Medaglia di bronzo al valor militare e una Croce al merito di guerra.

### Ufficiale di stato maggiore
Rimpatriato sul finire del 1936 perché ammesso a frequentare il 66º Corso della Scuola di guerra dell'esercito, prestò servizio per pochi mesi nel Comando della 133ª Divisione corazzata "Littorio" e, ritornato nel 29º Reggimento artiglieria da campagna, dopo l'entrata in guerra dell'Italia, avvenuta il 10 giugno 1940, prese parte alle operazioni belliche contro la Francia nel settore delle Alpi Occidentali. In esperimento per il servizio di Stato maggiore, col grado di Maggiore, venne destinato al Comando della 18ª Divisione fanteria "Messina" operante in Albania, partecipando all'attacco alla Jugoslavia e, quale capo sezione operazioni, partecipò alle operazioni per la conquista delle Bocche di Cattaro meritandosi una prima Medaglia d'argento al valor militare. Rientrato in Italia nel giugno 1941 perché destinato alla Stato maggiore del Regio Esercito, vi prestò servizio fino a luglio 1943, quando fu promosso Tenente Colonnello preparandosi quindi al servizio di Capo di stato maggiore.

### L'Eccidio di Cefalonia
Transitato nel Corpo di Stato Maggiore, raggiunse l'isola di Cefalonia dove si trovava di stanza la 33ª Divisione fanteria "Acqui", allora al comando del generale Antonio Gandin della quale fu nominato Capo di stato maggiore. Dopo la proclamazione dell'armistizio dell'8 settembre 1943 prese parte ai combattimenti contro le truppe tedesche. Una volta catturato, fu fucilato alla cosiddetta Casetta Rossa il 24 settembre per non aver voluto accettare la resa incondizionata ed essersi unito all'ordine di resistenza impartito del generale Gandin.